# 白马溪站
白马溪站是位于湖南慈利县干堰土家族乡的一个铁路车站，邮政编码427207。车站建于1978年，有焦柳铁路经过该站，现仅办理货运业务，不办理客运业务，隶属广铁集团，是五等站。